# Maurizio Malvestiti
Maurizio Malvestiti (25. august 1953  i Marne di Filago i Italien) har siden 26. august 2014 været den katolsk biskop i Lodi i Italien.
Malvestiti er uddannet præst fra Bergamo og blev ordineret som præst den 11. juni 1977. Han har også studeret i Rom.

## Fotografier
- Biskop Malvestiti giver fader Egidio Miragoli kalotten på, da han bliver valgt til biskop af Mondovì, 29. september 2017

## Fodnoter
1. ↑  La Diocesi di Bergamo in festa - Mons. Malvestiti vescovo di Lodi Arkiveret 27. august 2014 hos  Wayback Machine (italiensk)
2. ↑  Mons. Malvestiti nuovo vescovo Arkiveret 29. september 2014 hos  Wayback Machine (italiensk)